# Elachista deriventa
Elachista deriventa is een vlinder uit de familie grasmineermotten (Elachistidae). De wetenschappelijke naam is voor het eerst geldig gepubliceerd in 2008 door Kaila & Mutanen.
De soort komt voor in Europa.